# Santa Reparada
Santa Reparada és una petita capella protegida com a bé cultural d'interès local al veïnat de Cinc Claus, al bell mig de l'esplanada que es forma entre els masos Piferrer, Sastre i Concas a uns tres quilòmetres al nord-oest del nucli antic de la població de l'Escala. Bastida durant l'antiguitat tardana o l'Alta Edat Mitjana ha estat a bastament reformada.

## Arquitectura
Es tracta d'una petita església d'una sola nau, amb la capçalera de planta rectangular, lleugerament trapezoïdal. Les cobertes exteriors són a dues aigües de teula, mentre que a l'interior, la nau està coberta amb un sostre embigat de fusta. Tant la coberta de l'absis com l'arcada triomfal del presbiteri, amb impostes motllurades, són per arc de ferradura. La zona del presbiteri correspon al període preromànic, mentre que la nau fou reconstruïda en els segles XVI-XVIII. L'absis presenta una petita obertura força transformada mentre que als murs laterals de l'església no n'hi ha cap. A la façana, orientada a ponent, hi ha la porta d'un sol arc de mig punt, adovellada, amb una creu en relleu esculpida en la clau de l'arc. Al damunt hi ha una petita finestra rectangular, bastida amb quatre carreus. Coronant l'edifici hi ha un petit campanar d'espadanya d'un sol arc, bastit amb dovelles ben treballades. A l'interior destaca una pica baptismal d'estil renaixentista.
El parament és bastit amb carreus de pedra ben desbastats, disposats formant filades regulars i lligats amb morter de calç. L'interior combina el parament vertical dels murs en pedra vista amb el revestiment arrebossat i emblanquinat de les cobertes.

## Història
L'origen de l'església és preromànic (segles VII al IX), possiblement paleocristià, ja que se suposa que en aquest hi havia un altar en època del bisbat d'Empúries. Posteriorment, es convertí en capella del castell i també tenia llicència de postular com a ermita. A aquest període inicial correspon part de la capçalera, mentre que la nau segurament va ser reconstruïda entre els segles xvi i xviii.
El primer document data del 1389 i recull la consagració als sants Joan Baptista i Eugènia. El 1703 es va reedificar per ordre de la família Sastre, que també va decidir canviar l'advocació per la de Santa Reparada. El 1729 es conserva una llicència d'ermità a favor de Joan Burlas, i el 1737, a favor de Domènec Ros. L'altar del segle xviii va reutilitzar una interessant estela funerària de pissarra.
El 1918 Caterina Albert va fer restaurar l'església i establí l'aplec de Santa Reparada, i cinc anys després organitzà la ballada del contrapàs llarg (ball que originà la sardana), amb la participació dels últims vells de l'Escala i Viladamat que el sabien ballar. El març de 1922, els seus propietaris, els germans Francesc i Caterina Albert i Paradís (Víctor Català), van realitzar una cala a la necròpolis i documentaren fragments de tessel·les d'un mosaic romà i ceràmiques dels segles ii i i aC.
L'any 1935, l'associació els Amics de l'Art Vell de l'Escala, es va encarregar de la restauració del portal medieval. Durant la Guerra Civil es va cremar el retaule de l'altar i el Sant Crist.
L'any 1980, l'Agrupació Sardanista Avi Xaxu va recuperar l'aplec de Cinc Claus, incorporant-hi una arrossada, i encara avui en dia s'organitza aquest aplec, vora el setembre, organitzada per la secció sardanista del CER.
L'any 1997, l'església va ser adquirida per l'ajuntament, i el 2003, el Museu d'Arqueologia de Catalunya-Empúries, es varen realitzar unes excavacions que varen permetre documentar les restes del mosaic, ja localitzat en part el 1922, barrejades amb un paviment del segle ii aC. A l'exterior també es va documentar un dipòsit d'oli o de vi, d'època romana, i a l'interior les inhumacions de tres adults i un nen més una arma de foc, segurament de les guerres carlines. A la banda sud hi ha restes d'un petit cementiri alt-medieval amb enterraments tardo-romans. Posteriorment es va realitzar una restauració subvencionada pel Departament de Cultura de la Generalitat de Catalunya, es repicà tot el revestiment de morter de calç de la façana, deixant a la vista els carreus de pedra escairats, la porta preromànica al mur de migdia i les tres fases.
En l'actualitat l'església, es troba tancada al culte.